# Tess (groupe)
TESS était un groupe de punk hardcore et metalcore français, originaire de Metz. En date, le groupe a sorti un EP, un DVD et trois albums. Si le groupe existe depuis 2006, c'est en 2010 avec la sortie de son deuxième album Les autres que Tess émerge sur la scène française. Caractérisé par son chant en Français, il est vite comparé à des formations comme AqME, Feverish, ou plus tard The Arrs. 
En 2012, le groupe sort son troisième album et s'ensuit une tournée en première partie des marseillais de Eths. En 2013, pour la première fois, Tess s'envole pour le Fucking Cold Tour en Russie et en Ukraine. En 2015, le groupe sort son quatrième album.
Le 7 août 2024, le groupe annonce sa séparation, ainsi que la sortie de leur cinquième et dernier album, Animo_K7V1.

## Biographie
Tess est formé en 2006 sur les cendres de Waterbed, un groupe pop-punk formé par Thibaut Sibella, Damien Golini et Michaël Di Persio, amis de longue date, rejoints par David Spigarelli en 2003. En avril 2006, Tess sort son premier EP intitulé « D’un battement d’ailes », avec Yann Gelezuinas comme second guitariste. En décembre 2007, Jérôme Effernelli remplace David Spigarelli à la basse. Et c’est en avril 2008 que le groupe livre son premier album, La Dame de cœur, enregistré par Yann Klimezyk, passé relativement inaperçu. 
À l’été 2009, Tess enregistre son second album, Les Autres, définitivement orienté vers un style post-hardcore. Le groupe entame sa première tournée nationale au cours de laquelle il partagera la scène avec AqME, Mass Hysteria ou encore Stereotypical Working Class. En juin 2010, le guitariste Michaël Di Persio quitte le groupe. Tess évolue alors à quatre jusqu'à début 2011 où ils rencontrent Teddy Andujar. 
En mai 2011, le quintet entre en studio à Brighton, en Angleterre. Ils se tournent vers Charles Massabo, afin de trouver un nouveau son. Le troisième album La Confrérie est enregistré en trois semaines. Mais en juillet 2011, le second guitariste, Yann Gelezuinas, quitte à son tour la formation, suivi de peu par Teddy Andujar. C'est à ce moment que les membres choisissent de tourner une page en sortant le DVD data discographique St-Charles en 2011,. Celui-ci retrace les six premières années d'existence du groupe, avec l'ensemble de sa discographie. Sans guitariste, et une tournée à assurer, les trois membres restants s'en remettent à deux amis : Vincent Gothuey, qui évolue dans le groupe My Only Scenery, et Vincent Giorgetti, qui évolue à ce moment dans le groupe X-Vision, pour reprendre les guitares.
En janvier 2012, Tess joue pour la première fois avec cette formation à Paris, quelques semaines avant la sortie officielle de l'album. Dès le mois de mars, les choses s'enchaînent rapidement. Le quintet est nommé pour officier en première partie du groupe Eths, qui vient de sortir son nouvel album III, sur une quinzaine de ses dates françaises. En juillet, le groupe joue sur la scène du Sonisphere à Amneville. La tournée 2012 s'achève en décembre. En février 2013, le groupe reprend du service et s'envole pour la première fois pour une tournée à l'étranger en Russie et en Ukraine pour le Fucking Cold Tour.
La tournée française s'enchaîne dans la foulée. Au mois de juin, Jérôme quitte le groupe et Arno B Marion (ex X-Vision) lui succède à la basse. En juillet 2013, le groupe est sur la scène du Sonisphere. La tournée prend fin en novembre 2013 après un dernier passage au Divan du Monde de Paris. En 2015, le groupe publie son nouvel album, Que s'élève la poussière.
Le 7 août 2024, le groupe annonce sa séparation, ainsi que la sortie de leur cinquième et dernier album, Animo_K7V1.

## Discographie
- 2006 : D'un battement d'ailes
- 2008 : La Dame de cœur
- 2010 : Les Autres
- 2012 : La Confrérie
- 2015 : Que s'élève la poussière
- 2024 : Animo_K7V1

## Anciens membres
- David Spigarelli (2006-2007)
- Jérôme Effernelli (2007-2013)
- Michaël Di Persio (2006-2010)
- Yann Gelezuinas (2006-2011)
- Teddy Andujar (2011-2012)